# أندي لي (ملاكم)
أندي لي (بالإنجليزية: Andy Lee) مواليد 11 يونيو 1984 في لندن، إنجلترا، هو ملاكم أيرلندي يصنف ضمن فئة وزن فوق المتوسط. شارك في دورة الألعاب الأولمبية الصيفية.

## إحصائيات
خاض خلال مسيرته 38 نزالا، فاز في 34 وتعادل في 1 وخسر في 3. فاز بالضربة القاضية في 24 نزالا.

## الميداليات
| الميدالية | المسابقة                     |
| --------- | ---------------------------- |
| فضية      | بطولة العالم للملاكمة للشباب |

## وصلات خارجية
- أندي لي على موقع بوكس ريك (الإنجليزية) (registration required)
- أندي لي على موقع أوليمبيديا (الإنجليزية)

- الموقع الرسمي